# Heide (Hemer)
Heide ist seit der kommunalen Neuordnung, die am 1. Januar 1975 in Kraft trat, ein Ortsteil der Stadt Hemer in Nordrhein-Westfalen. Zuvor gehörte die Siedlung zur selbstständigen Gemeinde Ihmert, die sie am 1. Januar 1969 von Evingsen übernommen hatte. Erstmals erwähnt wird eine Siedlung in Heide im Jahr 1628. Ein Hof in dieser Gegend gehörte damals zum Haus Frönsberg.
Heide liegt im Südosten des Stadtgebiets im Naturpark Sauerland-Rothaargebirge. Die Siedlung ist umgeben von den Ortschaften Heppingsen im Norden, Heidermühle im Osten, Stodt und Hüingsen im Süden, Schwarzpaul im Südwesten und Hültershagen im Nordwesten.
Heide ist landwirtschaftlich geprägt und besteht aus einigen Hofanlagen. Eine Eiche im Nordwesten der Siedlung ist als Naturdenkmal eingestuft.
1959 wurde bei Brunnen-Bauarbeiten in Heide ein 12,6 Zentimeter langes und 422 Gramm schweres Tüllenbeil gefunden, das vermutlich zwischen 800 und 700 v. Chr. hergestellt wurde. Diese Form des Beils zeugt im Hemeraner Raum von einer Verbindung der nordischen Gebräuche mit dem Leben im hessischen und südwestdeutschen Raum. Vermutlich haben Jäger das Beil in der späten Bronzezeit (HA B 2/3) am heutigen Wohnplatz Heide verloren.